# Thái cổ thần vương
Thái cổ thần vương là  phim truyền hình cổ trang giả tưởng Trung Quốc đại lục, được chuyển thể từ cuốn tiểu thuyết cùng tên của Tịnh Vô Ngân, một bộ phim truyền hình huyền thoại phương Đông do Lâm Chính Hào sản xuất, đạo diễn bởi Hồ Trữ Tỉ, Trần Vĩ Tường, Phương Mô Khải, Tiết Tuệ biên kịch, Thịnh Nhất Luân, Vương Tử Văn và Hướng Tả đóng vai chính..
Phim kể về câu chuyện của Tần gia trong thời cổ đại. Sau những thay đổi lớn, ông thề sẽ loại bỏ kẻ phản bội, tổ chức lại đất nước và câu chuyện truyền cảm hứng về chống lại cuộc xâm lăng của Ma tộc .

## Phát sóng
| Quốc gia   | Kênh  | Thời gian phát sóng       | Ghh chú |
| ---------- | ----- | ------------------------- | ------- |
| Trung Quốc | Youku | Ngày 27 tháng 8 năm 2020  |         |
| Việt Nam   | VTV3  | Ngày 29 tháng 11 năm 2021 | [ 6 ]   |

## Nội dung
Ở vương quốc cổ Nghệ Quốc, Tần gia con trai nuôi Tần Vấn Thiên thuở nhỏ yếu ớt, từ nhỏ bị ép đến ăn nhờ ở đậu Bạch gia. Sau này, Diệp gia hối hận về cuộc hôn nhân, nhưng ông cũng muốn đưa Vấn đi bỏ trốn trong ngày trọng đại, là một sự thay đổi lớn trong gia đình hoàng gia .

## Diễn viên

### Diễn viên chính
| Diễn viên       | Vai              | Miêu tả |
| Thịnh Nhất Luân | Tần Vấn Thiên    | Đại công tử của Tần Phủ, con trai nuôi của Tần Xuyên, đệ tử của Mạc Thương, đệ đệ nuôi của Tần Dao. Quyết tâm trung thành và hăng hái, và anh ta buộc phải tham gia vào trận chiến hoàng gia và anh ta bị đánh bại. Nhiệm vụ gia tộc trên vai. Những kẻ gian thủ đoạn và những con quái vật mạnh mẽ đều là những chướng ngại vật trước mặt anh ta, nhưng anh ta đã tích lũy được rất nhiều cuối cùng trở thành Thái Cổ Thần Vương. |
| Vương Tử Văn    | Mạc Khuynh Thành | Quận chúa của Nghệ Quốc, con gái nuôi của Mạc Thiên Lâm, con gái ruột của Hoàng và Đế Tây, người kế thừa ngôi vị Thủ kiếm linh cơ ,cháu nuôi của Mạc Thương. Đệ nhất mỹ nữ của Nghệ quốc trong thế giới lập tử thanh huyền tiên vực, với tài năng võ nghệ trung bình, dịu dàng, xinh đẹp và nhân hậu, với trái tim tinh tế, đã gặp Vấn Thiên và yêu chàng, mười người đứng đầu danh sách vận mệnh. |
| Hướng Tả        | Nghệ Vô Vi       | Thái tử của Nghệ Quốc, đệ tử của Nhậm Thiên Hành, sư đệ của Thiên Thủ và Mạc Thương, cháu của Nghệ Hoành, hoàng đệ của Nghệ Thiên Kiêu.Được Nghệ Hoàng sủng ái, đã sống trong cung điện từ khi còn nhỏ. Sự kỳ vọng sâu sắc của hoàng gia và ánh mắt dòm ngó là gánh nặng của anh. Chính vì điều này, anh đã khao khát được một thế giới tươi đẹp nên đã gặp được Tần Dao, tình yêu của đời mình. Anh vô cùng cảm động trước người mình yêu, và anh quyết tâm truyền cảm hứng và mạnh mẽ, và cuối cùng anh đảm nhận sứ mệnh trở thành hoàng đế của Nghệ Quốc. |
| Thang Tinh Mị   | Bạch Thu Tuyết   | Đại Tiểu thư của Bạch Phủ, tỷ tỷ của Bạch Tình. Hôn thê cũ của Tần Vấn Thiên, từ khi còn là một đứa trẻ, nhưng vì lợi ích của gia đình, cô phản bội Tần Vấn Thiên. |

### Diễn viên phụ
| Diễn viên       | Vai             | Miêu tả |
| Trần Mạnh Kỳ    | Diệp Vô Khuyết  | Đại Công tử của Diệp Phủ. Con trai cả của Diệp gia - một trong tứ đại gia tộc Nghệ quốc. Từ nhỏ anh đã là người tài giỏi, thông minh cả về dân sự và quân sự, lại bị ảnh hưởng bởi tư duy giáo dục ưu tú của nhà họ Diệp nên anh có chút cực đoan.                                                                                            |
| Ngô Bội Nhu     | Nhược Hoan      | Đệ tử của Mạc Thương, đại sư tỷ của Cửu Hoa Môn, võ công cao cường, lạnh lùng cao ngạo. Thích Nghệ Vô Vi. |
| Trần Mộng Dao   | Bạch Tình       | Nhị tiểu thư của Bạch Phủ. Muội muội của Bạch Thu Tuyết, người thân thời thơ ấu của Tần Vấn Thiên, vì lựa chọn cá nhân, đã đi con đường ngược lại với tỷ tỷ của mình. Nhân vật đầu tiên trong tiểu thuyết cũng là người phụ nữ mà Tần Vấn Thiên mang nợ nhiều nhất.                                                                           |
| Dương Thôn      | Phàm Nhạc       | Đệ tử của Mạc Thương. Hoàng thất của Nghệ Quốc, rất vâng lời. |
| Lâm Trừng       | Tần Dao         | Tỷ tỷ nuôi của Tần Vấn Thiên. Người yêu của Nghệ Vô Vi. Người thái tử Tiêu Luật của Tuyết Vân quốc yêu thích. |
| Lưu Nhuận Nam   | Nghệ Thiên Kiêu | Con trai Nghệ Hoành. Hầu gia của Nghệ Quốc, hoàng huynh của Nghệ Vô Vi, cháu của Nghệ Hoàng |
| Trương Dao      | Mạc Thương      | Cô cô của Mạc Khuynh Thành, sư phụ của Vấn Thiên và Phàm Nhạc và Nhược Hoan, một trong những trưởng lão của Cửu Hoa Môn, sau này thành trưởng môn của Cửu Hoa Môn |
| Hoàng Chinh     | Nghệ Hoành      | Nhiếp Chính Vương của Nghệ Quốc, hoàng huynh của Nghệ hoàng, hoàng thúc của Nghệ Vô Vi, phụ vương của Nghệ Thiên Kiêu |
| Cảnh Cương Sơn  | Mạc Thiên Lâm   | Chủ gia đình Mạc gia, cha nuôi của Mạc Khuynh Thành. |
| Huỳnh Hải Băng  | Tần Xuyên       | Cha nuôi của Tần Vấn Thiên, cha của Tần Dao, gia chủ Tần gia ở thế giới lạp tử thanh huyền tiên vực. Một vị tướng dũng cảm và có tài hùng biện, là nhân vật chủ chốt truyền cảm hứng cho các nhân vật chính vươn lên. |
| Tạ Quân Hào     | Nhậm Thiên Hành | Đại trưởng lão Cửu Hoa Môn Nhậm Thiên Hành, sư phụ của Thiên Thủ và Nghệ Vô Vi và Mạc Thương, sư tôn của Tần Vấn Thiên và Phàm Nhạc và Nhược Hoan, sư tổ của Tần Dao. một cao thủ trường sinh bất lão và tu luyện thâm hậu. Ông đã truyền cảm hứng cho tinh thần chiến đấu của Nghệ Vô Vi và giúp Tần Vấn Thiên nhiều lần lật ngược tình thế. |
| Thường Thành    | Đế Tây          | Ám Dạ Yêu Hoàng, cha ruột của Mạc Huynh Thành, phu quân của Thủ kiếm linh cơ Hoàng |
| Trương Thiến    | Thiên Thủ       | Một trong những trưởng lão của Cửu Hoa Môn |
| Quách Quyền Tứ  | Âu Thần         | Đệ tử Cửu Hoa Môn |
| Cao Hân         | Âu Phong        | Đệ tử Cửu Hoa Môn |
| Tần Tuyển Triết | Tần Hà          | Nhị thúc của Tần Vấn Thiên. |

## Đội ngũ sản xuất
Nhà sản xuất: Lâm Chính Hào
Bản gốc: Tịnh Vô Ngân
Đạo diễn: Hồ Trữ Tỉ, Trần Vĩ Tường

## Nhạc phim
| STT | Nhan đề                                     | Phổ lời       | Phổ nhạc       | Trình bày                       | Thời lượng |
| --- | ------------------------------------------- | ------------- | -------------- | ------------------------------- | ---------- |
| 1.  | "Đoạn duyên quyết (断缘诀)" (Nhạc đầu phim) | Lý Tiến       | Liệu Thái Tông | Lưu Vũ Ninh / Trương Hách Tuyên | 4:46       |
| 2.  | "Hồi quang (回光)" (Nhạc cuối phim)         | Linh          | Lý Tinh Đồng   | Giang Ánh Dung                  | 4:21       |
| 3.  | "雾" (Sáp khúc)                             | Lý Tiến       | Liệu Thái Tông | Ôn Lam                          | 4:54       |
| 4.  | "Tư niệm thành hoang (思念成荒)" (Sáp khúc) | Lưu Gia Trạch | Nhuế Anh Kiệt  | Tằng Tích, Bài Cốt Giáo Chủ     | 4:28       |

## Hậu trường
- Phim là tác phẩm quan trọng nhất mà Thịnh Nhất Luân, Vương Tử Văn từng đóng. Cả hai luôn khăng khăng muốn diễn cảnh võ thuật trong quá trình quay phim, cố gắng không sử dụng diễn viên đóng thế [15].
- Khi quay phim tại Hoành Điếm trong 3 ngày, Thịnh Nhất Luân đã yêu cầu gia đình của mình giao dưa hấu từ Hàng Châu cho đoàn làm phim. Thông thường, có những món quà như dầu mát và quạt nhỏ để giúp mọi người hạ nhiệt [16].
- Trong quá trình quay phim, giờ làm việc hàng ngày của Thịnh Nhất Luân là khoảng mười hai hoặc ba giờ, nhưng anh vẫn duy trì thói quen tập thể dục hàng ngày [17].
- Phim là phim cổ trang đầu tay của Vương Tử Văn [18].

## Quá trình sản xuất

### Sáng tạo
Là tác phẩm truyền hình Đông Phương tiên hiệp sản xuất thứ hai sau Mãng Hoang Kỷ . Phác thảo thế giới rộng lớn dưới ngòi bút của Tịnh Vô Ngân, bộ phim được cải biên không chỉ mô tả các tranh chấp gia đình phức tạp mà cũng kết hợp nhiều trí tưởng tượng táo bạo , là câu chuyện kết hợp giữa Khúc ca của Lửa và Băng tranh chấp gia đình và hành trình dài Harry Potter . Dựa trên những thăng trầm của tác phẩm gốc, bộ phim kết hợp sở thích của khán giả, làm nổi bật những cảnh chiến tranh ở quê hương và làm nổi bật thế giới quan hùng vĩ. Đồng thời, nó cho thấy quá trình trưởng thành của mỗi nhân vật trong việc tạo hình nhân vật và cho họ tính cách thực sự .
Người anh hùng của vở kịch, Tần Vấn Thiên, mang sứ mệnh, và hình ảnh tự hoàn thiện, kiên cường và quyết tâm hoàn toàn phù hợp với hình ảnh của các "siêu anh hùng" trong tâm trí của người dân ngày nay . Và Vấn Thiên không chỉ là một mô hình thu nhỏ của chủ nghĩa anh hùng phương Đông, mà ý chí của anh ta cũng là phẩm chất mà những người trẻ trong xã hội ngày nay nên có .

### Tạo kịch bản
Là một đại diện mới trong tiểu thuyết trực tuyến, sẽ có những người lo lắng về việc liệu các nhân vật sẽ được thiết lập và định hướng khuôn mặt như thế nào. Để làm cho tác phẩm  phù hợp hơn với tính thẩm mỹ tiến bộ của khán giả, đoàn làm phim vẫn giữ nguyên bản chất của các tác phẩm gốc .

### Quá trình quay phim
Tháng 6 năm 2017, "Thái cổ thần vương'' được ra mắt tại Hoành Điếm, chính thức khởi quay vào ngày 12 tháng 10 cùng năm .

### Hậu kỳ
Để phản ánh tốt hơn thời đại và nghệ thuật, các nhà sản xuất đã sử dụng đội ngũ sản xuất bao gồm nghệ thuật, trang phục, cảnh quan, đạo cụ và hiệu ứng đặc biệt của bộ phim truyền hình "Mãng Hoang Kỷ" để tạo ra sự bí ẩn cho tác phẩm. Luật và thế giới rộng lớn, kết hợp với Kung Fu Trung Quốc lâu đời, mang đến cho khán giả một bữa tiệc thị giác của tưởng tượng và máu  Đồng thời, làm mợi thứ có thể để khôi phục các cảnh kinh điển trong tác phẩm gốc càng nhiều càng tốt, trên cơ sở khôi phục lại cảnh chiến đấu khốc liệt, giúp khán giả hài lòng với hình hiệu ứng hình ảnh .
Để đảm bảo hình ảnh thực tế, đoàn làm phim đã đầu tư rất nhiều nhân lực và công sức .
Bộ phim quay kéo dài hơn 120 ngày, di chuyển 30000 Lí, ngoài số lượng lớn địa điểm quay, đoàn làm phim còn dựng 97 cảnh, với diện tích cảnh là 23.000 mét vuông, trong toàn bộ bộ phim, tổng cộng 2142 cảnh đã được quay và hơn 5.000 diễn viên tham gia quay phim, tổng cộng có hơn 10000 cảnh hiệu ứng đặc biệt được yêu cầu. Ngoài ra, tổng cộng 148 hình dạng nhân vật đã được thiết kế, và gần 2000 bộ trang phục được sản xuất, tổng thời gian sản xuất của các đạo cụ là 2100 giờ, và các đạo cụ được thiết lập chiếm hàng chục ngàn mét vuông .
Nhiều cảnh quan trọng trong bộ phim đã được thực hiện với hiệu ứng chất lượng cao .

### Lựa chọn địa điểm
Để giới thiệu hình ảnh thực tế, như mọi khi, phía sản xuất tuân thủ nguyên tắc đóng khung cánh đồng, và đi đến Hoành Điếm, biên giới Ngoại Mông, Tây Song Bản Nạp, Nguyên Mưu Thổ Lâm, Hoàng Hà Thạch Lâm, Thảo nguyên Thông Châu, Xích Phong, V.v..